# Верхняя Рахманка
 Верхняя Рахманка — опустевшее село Торбеевского района Республики Мордовия в составе Красноармейского сельского поселения. 

## География
Находится на расстоянии примерно 9 километров по прямой на восток-северо-восток от районного центра поселка Торбеево.

## История
Известно с 1869 года как  владельческая и казенная деревня Краснослободского уезда из 28 дворов. По состоянию на 2020 год опустело.

## Население
Постоянное население составляло 9 человек (русские 100%) в 2002 году, 3 в 2010 году .